# HD 197392
HD 197392，又名BD+41 3856，SAO 49946、HR 7926，是一颗恒星，视星等为5.67，位于銀經81.53，銀緯-0.26，其B1900.0坐标为赤經20h 38m 19.7s，赤緯+41° -0.26′ 31″。